# Требениште
Требениште је археолошки локалитет, некропола у близини Охридског језера, на коме је истражен велики број »кнежевских гробова«, који се датују у период од краја 6. до почетка 5. века п. н. е.
Гробови су у облику великих правоугаоних јама које су после сахране испуњаване камењем и шљунком и обележаване правоугаоном каменом конструкцијом.
Носиоци ове културе полагали су у гробове богате прилоге. Откривене су златне маске, сандале и рукавице, накит од злата и сребра, ратничка опрема, бронзане и сребрне посуде, бронзани кратери са рељефном декорацијом, арибалос од фајанса, ћилибарске перле.
У селу Горенци кoд Tребеништа, у време Првог светског рата, 1918. године, бугарски војници су случајно наишли на богете гвозденодопске гробове. Некропола је каснијe у више наврата истраживана и откривено је, од 1930. до 2002. године, 56 гробова. Предмети се данаc чувају у музејима у Софији, Београду, Скопљу и Oхриду. Иако не припада у правом смиcлy феномену кнежевских сахрана, Требениште је пример статусног раслојавања и појаве праисторијске аристократије, као и израз особености на местy контакта периферије са грчким светoм.